# Praça Rabin
Praça Rabin ou Kikar Rabin (em hebraico) é uma das praças centrais da cidade Tel Aviv. A praça é homenageada ao Primeiro-ministro de Israel Yitzhak Rabin, que foi assassinado nesta praça mesmo em novembro de 1995. A praça chamava-se antigamente Kikar Malkei Israel traduzido - praça dos reis de Israel.
Depois do assassinato de Rabin juntaram-se durante dias jovens de todo Israel para lembrar do primeiro-ministro e para expressar o choque que pegou a sociedade israelense. Esta geração de jovens chama-se também "A juventude da praça" ou a "juventude das velas" pois esta geração fez demostrações espontâneas na praça e ascenderam milhares de velas.
A praça é um lugar popular para demonstrções e manifestações políticas, por causa da grande área dela. Nesta praça acontece também a feira do livro hebraico cada verão. 
É na praça Rabin que se encontra a prefeitura de Tel Aviv.